# Шрамко Дмитро Сергійович
Дмитро́ Сергі́йович Шрамко́ — молодший сержант Військово-Морських Сил Збройних Сил України, учасник російсько-української війни, що загинув у ході російського вторгнення в Україну в 2022 році.

## Життєпис
Народився 4 березня 1998 року народився в селі Байрак Семенівської селищної громади Кременчуцького району Полтавської області.
Проходив військову службу у Збройних Силах України за контрактом на посаді командира відділення морської піхоти взводу морської піхоти роти морської піхоти 36-ї окремої бригади морської піхоти.
Загинув 24 березня 2022 року під час оборони міста Маріуполь на Донеччині.
Залишилася мати.

## Нагороди
- орден За мужність III ступеня (2022, посмертно) — за особисту мужність і самовіддані дії, виявлені у захисті державного суверенітету та територіальної цілісності України, вірність військовій присязі [5].